# Estadio Morelos
El Estadio Generalísimo José María Morelos y Pavón, comúnmente conocido como Estadio Morelos, es un estadio mexicano destinado a la práctica de fútbol. Está ubicado sobre el Periférico Paseo de la República, en el sector Independencia, al noroeste de la ciudad de Morelia, Michoacán, México. Actualmente es sede del Club Atlético Morelia, quien compite en la Liga de Expansión MX desde el año 2020. Este inmueble ha sido sede de diversos eventos extradeportivos, tales como conciertos, mítines políticos y  reuniones de carácter religioso. Su nombre oficial es un homenaje a José María Morelos y Pavón, héroe de la Independencia de México, oriundo de esta ciudad.
La forma del estadio es irregular, porque mientras en las cabeceras (localidades por detrás de las porterías) cuenta con un solo nivel y 32 gradas, a lo largo de las bandas tiene 4 niveles (uno de graderías, uno de plateas y dos de palcos) y 49 gradas.
La capacidad total del inmueble es de 38 869 espectadores cómodamente sentados (esto después de la remodelación del año 2011), lo cual lo constituye en el octavo estadio más grande de México, por debajo de otros escenarios como el Estadio Azteca, el Estadio Olímpico Universitario, el Estadio Jalisco, el Estadio Akron, el Estadio Cuauhtémoc, el Estadio Universitario (UANL) y el Estadio BBVA; sin embargo, en cuanto a funcionalidad y modernidad es considerado como uno de los mejores estadios de México.[cita requerida] Cabe mencionar que es el estadio más grande de una ciudad mexicana con menos de 1 000 000 de habitantes.[cita requerida]
Este inmueble fue sede de la Copa Mundial de Fútbol Sub-17 de 2011 donde se llevó a cabo la inauguración con un partido entre México y Corea del Norte con resultado de 3-1 a favor de los aztecas; además también fue sede de los equipos de Holanda y Congo y recibió un partido del Grupo B entre Argentina y Japón ganando los nipones con un categórico 3-1. Allí mismo se disputaron encuentros de la segunda fase, el encuentro de octavos de final entre Congo y Uruguay con marcador 2-1 a favor de los charrúas y el último partido disputado fue el de cuartos de final entre Alemania e Inglaterra con un 3-2 a favor de los teutones.
El Morelos de Morelia fue la cuarta mejor sede en cuanto a asistencia con un total de 154 610 espectadores en sus 8 partidos por debajo de los 193,322 del Azteca de la Ciudad de México, de los 176 926 del Corregidora de Querétaro (en Querétaro se disputó un partido más) y de los 171 616 del Omnilife de Guadalajara.

## Secciones

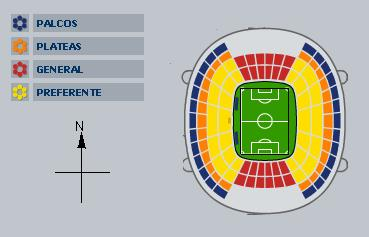
Mapa del Estadio Morelos.

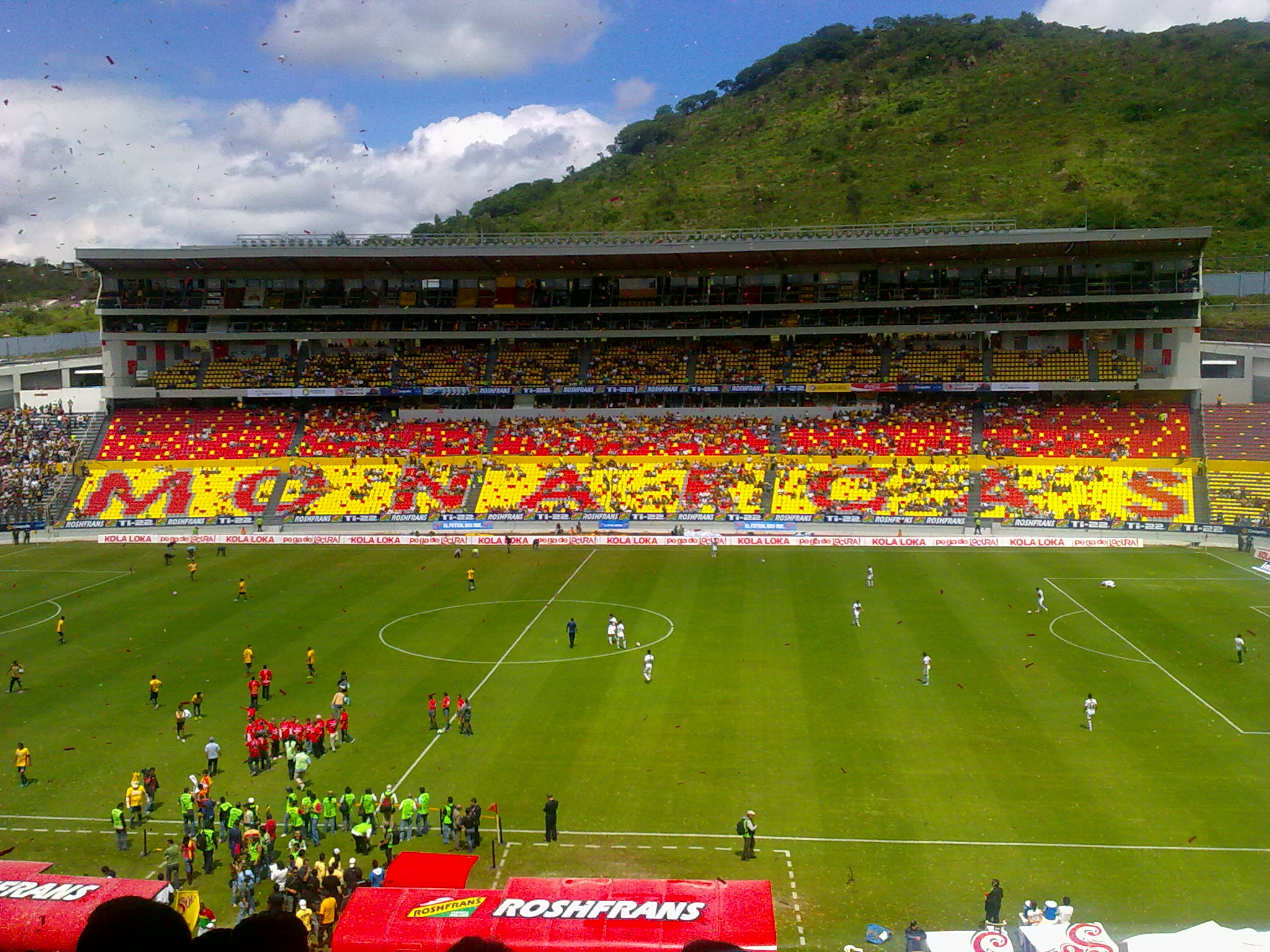
Estadio Morelos.

El Estadio Morelos cuenta con las siguientes secciones:
- General norte y sur: Ubicadas atrás de las porterías norte y sur, en la sección baja.
- Preferente oriente y poniente: Ubicadas a los costados de la cancha, en la sección baja.
- Plateas oriente y poniente: Ubicadas a los costados de la cancha, en el segundo nivel.
- Palcos oriente y poniente: Ubicados a los costados de la cancha, en los niveles tercero y cuarto.
- Sección VIP: Ubicada en la parte superior de la sección de preferente oriente.

El Estadio Morelos cuenta además con muchos lugares para estacionamiento de automóviles y autobuses y se encuentra muy cerca de la Terminal de Autobuses de Morelia.

## Historia
La ciudad de Morelia, anterior a la existencia de este inmueble, contaba con el Estadio Venustiano Carranza como sede del equipo de primera división, Atlético Morelia, posteriormente Monarcas Morelia. En 1984, dos años antes del Campeonato Mundial de Fútbol México 86, se anunció oficialmente que la ciudad de Morelia sería una de las sedes de dicho torneo, y se mostró la maqueta de los que sería el nuevo estadio de la ciudad, muy similar en capacidad y construcción al Estadio Corregidora de Santiago de Querétaro, y que estaría ubicado al suroeste de la ciudad, en los terrenos de la actual unidad deportiva Adolfo López Mateos. Se iniciaron las obras de excavación, pero por problemas de suelos se decidió suspender la construcción y no se buscó ningún otro terreno alternativo en la ciudad, razón por la cual quedó en aparente olvido la idea de la construcción del nuevo estadio de la ciudad, y la sede alternativa para el Mundial se trasladó al Estadio Sergio León Chávez, en Irapuato.
Después de los torneos de liga 1986-1987 y 1987-1988, en los cuales aunque el equipo local no accedió a la final del torneo, tuvo brillantes participaciones en ambas liguillas (juegos de postemporada), resurgió la inquietud de construir el nuevo inmueble. Un grupo de empresarios michoacanos, encabezados por el Luis Álvarez Barreiro, y con apoyo del entonces gobernador del estado, Luis Martínez Villicaña, crearon un patronato pro-construcción del nuevo estadio, el cual fue financiado por la iniciativa privada con la venta de palcos y plateas. Al ser concluida su construcción, el patronato lo entregó al Gobierno del Estado de Michoacán.
La construcción del inmueble duró aproximadamente año y medio, para ser finalmente inaugurado el 9 de abril de 1989 con el juego de liga Monarcas Morelia vs. Club América, anotando el gol inaugural el jugador del cuadro local de origen chileno Juan Ángel Bustos. El resultado final fue de victoria de 2-1 del equipo local. Aunque la capacidad oficial era de 45,000 espectadores sentados, se estima que para ese partido ingresaron más de 52,000 espectadores, debido al gran sobrecupo que se registró para dicho partido, con los pasillos y escaleras del estadio atiborrados de gente parada, así como por la existencia de cuatro filas adicionales de gente parada.
Aunque en el torneo 1988-1989 el equipo local no calificó a las finales del torneo, se tuvo un juego de liguilla en el mismo, entre el Club Universidad Nacional (que fungió como local, por el veto de su estadio) y el Tampico-Madero con resultado final de 5-1 para el cuadro universitario. Al siguiente torneo (1990-1991) el Atlético Morelia tuvo su primera liguilla en este estadio, enfrentando en cuartos de final a los propios Pumas, siendo eliminado por este equipo, que a la postre resultaría campeón del torneo.
En el estadio se han desarrollado cuatro finales del torneo mexicano: partido de ida de la Final del Invierno 2000 (Monarcas Morelia vs. Deportivo Toluca), partido de ida de la final del Apertura 2002 (Monarcas Morelia vs. Deportivo Toluca), partido de vuelta de la final del Clausura 2003 (Monarcas Morelia vs. Club de Fútbol Monterrey) y partido de ida de la final del Clausura 2011 (Monarcas Morelia vs. Club Universidad Nacional). En la primera de las finales mencionadas el equipo Monarcas Morelia se coronó campeón, mientras que en las otras tres fue superado en el marcador global, quedando así subcampeón.
También se disputó una final de Copa MX entre Monarcas Morelia y Atlas de Guadalajara, en donde Monarcas se impuso en definición por penales, consagrándose así campeón por primera vez en el Estadio Morelos.
Por otra parte, en enero del 2001 se jugó el único partido de la Selección Mexicana de Fútbol en el inmueble, siendo derrotado el cuadro nacional por su similar de Bulgaria 0 - 2 siendo los anotadores Stiliyan Petrov y Krasimir Chomakov.
El sistema de alumbrado fue instalado en el año 2002, para los juegos nocturnos del equipo local durante la Copa Libertadores de América. En el año 2004 fue instalada la pantalla gigante del estadio, en la parte alta de la localidad general sur.
Desde el año 2005 hasta la actualidad se han efectuado mejoras significativas en la seguridad de los aficionados mediante el empleo de torniquetes de acceso eléctrónico, y la instalación de 13 cámaras de seguridad en diversas zonas del estadio. Además de agregar mejoras a las áreas de vestidores, gimnasio y área médica en agosto del 2008, que los ubican entre los mejores de México y de Latinoamérica en este sentido.
A principios de 2010 fue reemplazada la antigua pantalla por una de mejor calidad y con calidad HD.
Con motivo de la Copa Mundial de Fútbol Sub-17 de 2011 y al elegir a Morelia como sede se iniciaron remodelaciones en todo el Estadio y sus afueras tales como: Embutacado en todas las zonas del estadio, creación de una Zona VIP, una nueva sala de medios, nuevas taquillas, pintado completo del inmueble, nuevos vestidores, retiro de la malla de seguridad, creación de un puente peatonal directo al Estadio, mejoras al estacionamiento, entre otras convirtiéndolo así en uno de los mejores estadios dentro de México y todo Latinoamérica.

## Partidos de la Copa del Mundo Sub-17 de la FIFA México 2011

### Fase de grupos
| 18 de junio de 2011, 15:00 | México                                           | 3:1 (1:1) | Corea del Norte | Estadio Morelos, Morelia                                           |                                                                    |
|                            | Fierro 37' · Kwang Sok 68' (a.g.) · Casillas 86' | Reporte   | Kwang 3'        | Asistencia: 34.312 espectadores Árbitro(s): Stephen Studer (Suiza) | Asistencia: 34.312 espectadores Árbitro(s): Stephen Studer (Suiza) |

| 18 de junio de 2011,18:00 | Congo       | 1:0 (0:0) | Países Bajos | Estadio Morelos, Morelia                                                  |                                                                           |
|                           | Kounkou 53' | Reporte   |              | Asistencia: 34.312 espectadores Árbitro(s): Jafaeth Perea Amador (Panamá) | Asistencia: 34.312 espectadores Árbitro(s): Jafaeth Perea Amador (Panamá) |

| 21 de junio de 2011, 15:00 | Corea del Norte | 1:1 (0:0) | Países Bajos    | Estadio Morelos, Morelia                                          |                                                                   |
|                            | Nam-Gwon 48'    | Reporte   | Gravenberch 75' | Asistencia: 7.500 espectadores Árbitro(s): Neant Alioum (Camerún) | Asistencia: 7.500 espectadores Árbitro(s): Neant Alioum (Camerún) |

| 21 de junio de 2011, 18:00 | México                      | 2:1 (1:0) | Congo     | Estadio Morelos, Morelia                                           |                                                                    |
|                            | Espericueta 40' · Gómez 85' | Reporte   | Epako 73' | Asistencia: 25.710 espectadores Árbitro(s): Tony Chapron (Francia) | Asistencia: 25.710 espectadores Árbitro(s): Tony Chapron (Francia) |

| 24 de junio de 2011, 13:00 | Japón                            | 3:1 (2:0) | Argentina    | Estadio Morelos, Morelia                                           |                                                                    |
|                            | Tagaki 4' · Ueda 20' · Akino 74' | Reporte   | Ferreira 87' | Asistencia: 10.200 espectadores Árbitro(s): Neant Alioum (Camerún) | Asistencia: 10.200 espectadores Árbitro(s): Neant Alioum (Camerún) |

| 24 de junio de 2011, 18:00 | Corea del Norte | 1:1 (1:0) | Congo        | Estadio Morelos, Morelia                                                |                                                                         |
|                            | J. Chol 14'     | Reporte   | Nkounkou 75' | Asistencia: 14.206 espectadores Árbitro(s): Pavel Kralovec (Rep. Checa) | Asistencia: 14.206 espectadores Árbitro(s): Pavel Kralovec (Rep. Checa) |

### Octavos de final
| 29 de junio de 2011, 18:00 | Congo        | 1:2 (0:0) | Uruguay                 | Estadio Morelos, Morelia                                           |                                                                    |
|                            | Binguila 53' | Reporte   | Moreira 65' · Silva 86' | Asistencia: 12.350 espectadores Árbitro(s): Raymon Bogle (Jamaica) | Asistencia: 12.350 espectadores Árbitro(s): Raymon Bogle (Jamaica) |

### Cuartos de final
| 4 de julio de 2011, 15:00 | Alemania                 | 3:2 (2:0) | Inglaterra                  | Estadio Morelos, Morelia                                                |                                                                         |
|                           | Yesil 7' 53' · Ayhan 24' | Reporte   | Magri 67' (pen.) · Hope 83' | Asistencia: 16.020 espectadores Árbitro(s): Pavel Kralovec (Rep. Checa) | Asistencia: 16.020 espectadores Árbitro(s): Pavel Kralovec (Rep. Checa) |